# Norman Granz
Norman Granz (6 august 1918 i Los Angeles USA – 22 november 2001 i Geneve, Schweiz) var en amerikansk jazzimpressario og producent. 
Granz var mest kendt for sine jazzkoncerter Jazz at the Philharmonic fra (1944-1983), som turnerede over hele Verden med de bedste jazzmusikere fra USA. 
Han var også medstarter og ejer af pladeselskaberne Verve Records, Pablo, Norgran, Clef og Down Home.